# 스카우트 방법

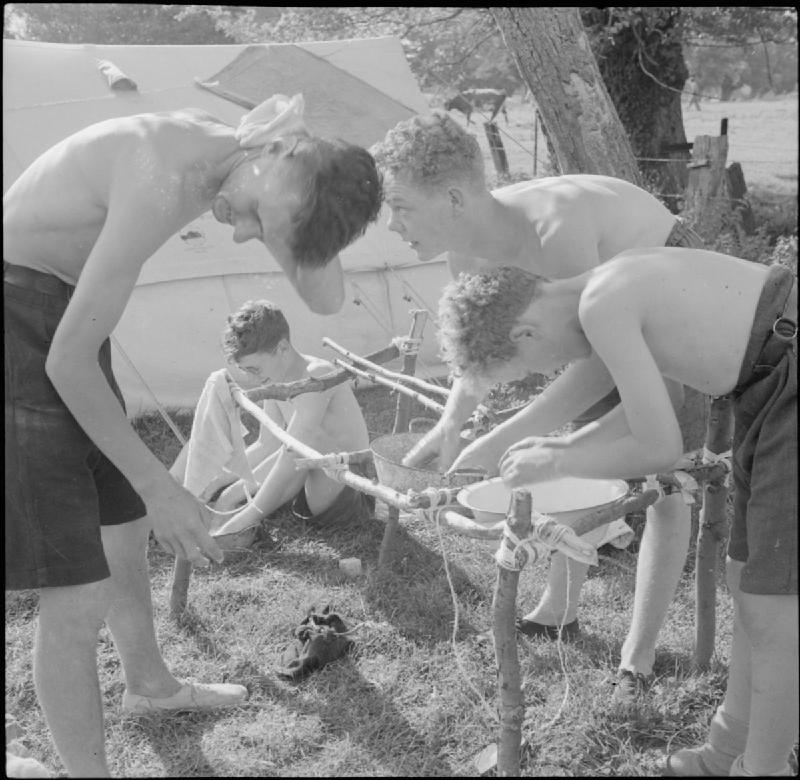
1943년 영국 보이스카우트의 캠핑 활동

스카우트 방법은 스카우트 운동에서 사용되는 비공식 교육 방법이다. 스카우트 운동의 목표는 참가자의 독립적이고 유익한 인성 형성을 돕는 것이며, 이에 따라 "건강하고 행복하며 도움이 되는 시민"을 육성하는 것이다.
스카우트 방법은 이러한 목적의 달성을 위해 참여자가 야생에서 스스로 문제를 해결하는 다양한 게임을 사용하며 참자가가 훈련과 모범을 통해 독립성, 리더십, 스스로 배우려는 야망, 긍정적인 목표를 가진 도덕 규범을 배우기를 기대한다. 창립자 제로버트 베이든파월은 스카우트 방법이 자연스럽고 무의식적으로 작동하여야 한다고 보아 야생에서 펼쳐지는 활동 속에서 짜여진 교육 프로그램을 인식하지 않은 채 자연스러운 충동을 따르는 것을 최선으로 여겼다.
스카우트 방법은 주로 실습을 통한 활동 경험으로 이루어 지며 이 과정에서 참여자가 자신감을 갖도록 돕는다. 실습은 주로 야외 환경에서 사용할 수 있는 실용적인 기술로 이루어지며 자연 환경과 접촉하는 재미를 느낄 수 있도록 고안되었다. 스카우트 활동은 가족과 같은 분위기의 화목한 소그룹 단위의 활동을 통해 책임, 자립, 자신감 및 준비하는 자세를 개발하면서 궁국적으로 협력과 리더십의 기술을 배운다.

## 세계 스카우트 연맹

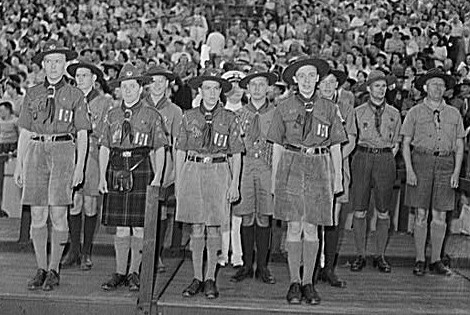
1942년 7월 디트로이트의 영국 스카우트

세계 스카우트 연맹의 스카우트 방법에 대한 정의는 역사를 거치며 변경되어 왔다. 1980년대까지 스카우트 방법은 스카우트 규율 및 스카우트 선서, 실천을 통한 학습. 소그룹 활동의 개발, 진취적이고 매력적인 다양한 활동의 넷으로 규정되었고, 1990년대에는 이를 포함한 7가지 요소로 정의하였으며 2017년 제41차 세계스카우트대회에서는 여덟 번째 요소인 "지역사회 참여"가 추가되었다.
걸스카우트 세계연맹의 경우 이와 유사한 다섯 가지 요소를 사용한다.

### 규정과 선서
스카우트 규율은 스카우트 대원이 자신의 삶을 살아가는 방식을 안내하는 개인 생활 규범이다. 긍정적 자존감 형성을 위해 금지 규정은 만들지 않았다. 스카우트 선서는 다음의 것을 다짐한다
- 신에 대한 의무
- 타인에 대한 의무
- 자신에 대한 의무

스카우트 규율은 정직, 충효, 타인에 대한 도움 등을 장려한다.

#### 금지
스카우트 방법은 부정적 습관의 금지 보다 긍정적 규범의 장려를 통해 보다 좋은 교육을 제공할 수 있다고 믿는다.[ ] :31 스카우트 운동은 "혈기 왕성한 소년은 금지에 반발하여 회피하고자 할 뿐이다. '하지말것'이 아닌 '할것'이 소년을 인도한다"고 말한다.

#### 영성
스카우트는 영적이어야 하지만 스카우트 운동은 모든 종교에 열려 있다. 스카우트 운동은 신이 무엇인가 하는 본질적 탐구가 아니라 신이 요구하는 대로 다른 사람을 돕는다와 같은 실제적인 방식으로 종교를 다룬다. 베인든파월은 이것이 모든 종교의 공통적 요소라고 보았다. 스카우트는 응급 처리와 같은 생명을 구하는 기술을 가르치고  일상적인 선행을 장려하여 영적 측면을 발전시키고자 한다. 영국의 스카우트 협회는 한 때 종교 활동 참여 의무를 부여하였으나 현재는 이를 의무에서 제외하였다.

#### 선행

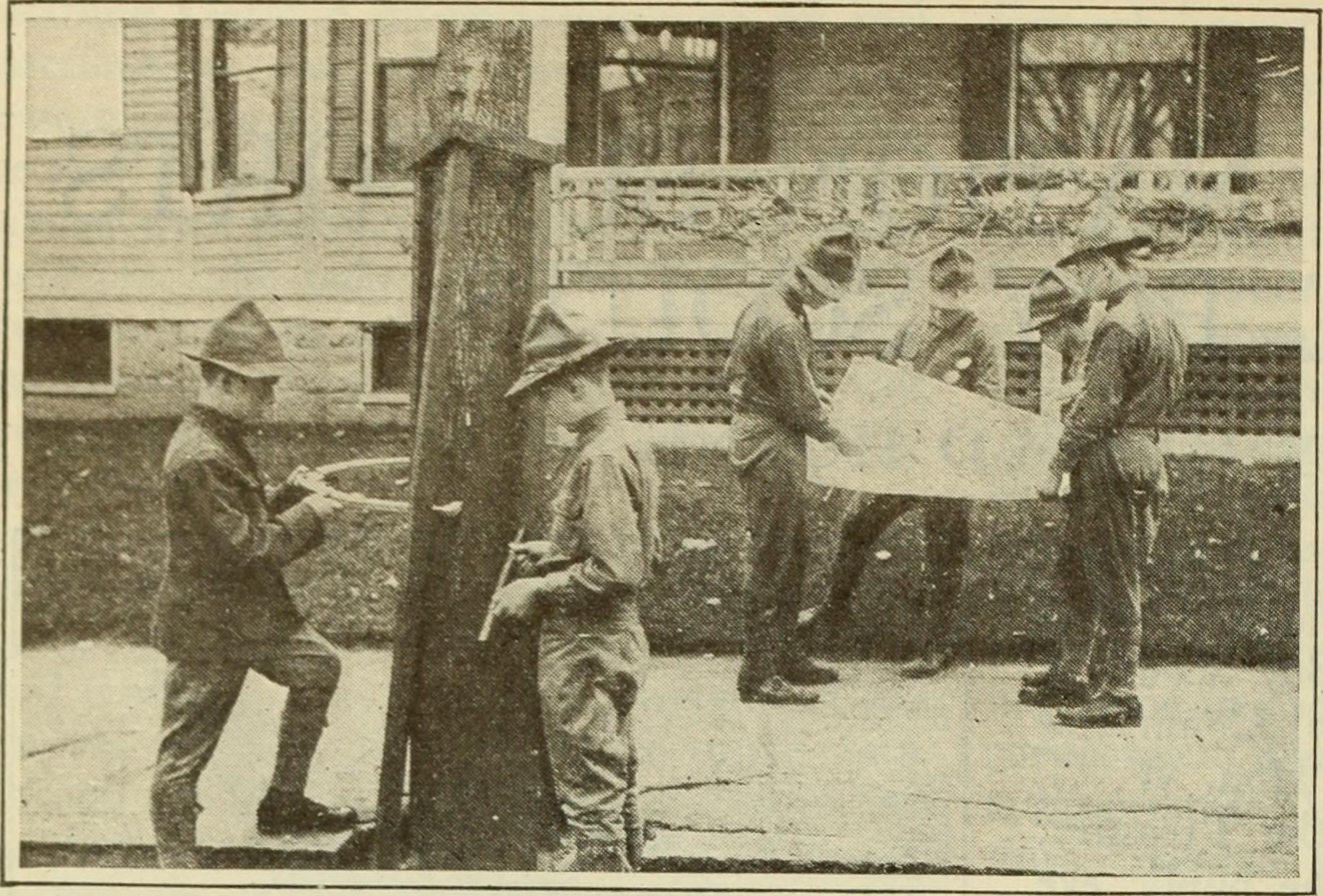
1890년 뉴욕에서 봉사활동을 하는 스카우트 대원

선행은 스카우트 규율과 선서의 핵심 요소이다. 베이든파월은 선행이 신이 요구하는 본분이고 이 본분을 다하는 것이 스스로를 행복하게 한다고 여겼다. 그는 의식적으로 무언가를 해야 한다는 점이 아니라 늘 누군가를 도울 수 있는 자세를 유지하도록 가르치는 것이 중요하다고 보았다.:36, 64, 65
스카우트는 교육을 추구하고 발견하는 과정이라고 믿으며, 이는 다른 맥락에서 문제를 다시 검토하고 해결 방법을 계획하고 스스로에게 아이디어를 제시하는 방식이라고 본다. 이 과정에서 스카우트 대원이 "스릴"을 느껴야 한다는 것이다.

### 활동을 통한 학습
스카우트 지도자는 책을 통해 이론과 방법을 배우고 연구하지만 대원은 실제 게임과 활동을 통해 경험을 쌓는다. 실제적인 경험을 강조하는 "활동을 통한 학습"은 스카우트 방법의 핵심적 교육 방식이다.

### 팀 구성

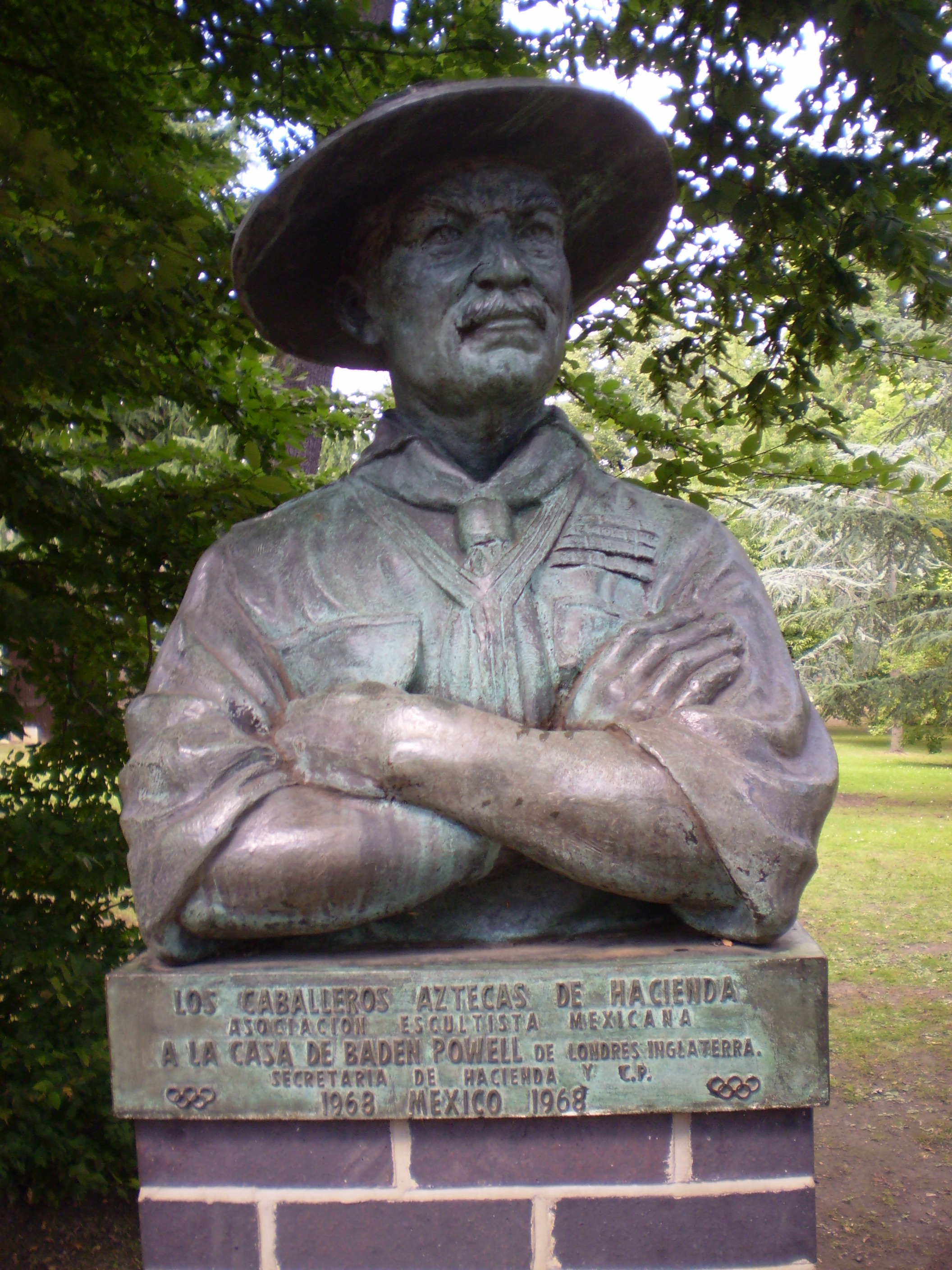
베이든파월

#### 반 제도
스카우트의 기초 조직은 5 - 7명이 모여 이루는 반(班, patrol)이다. 반의 구성 숫자는 소년들이 함께 모여 어울릴 수 있는 크기를 고려하였다.:18 여러 반이 모여 스카우트 대를 이루지만 스카우트 창립자 베이든 파월은 반 제도가 스카우트 방법의 핵심이라고 보았다. 반은 함께 일하고, 텐트를 치고, 배우고, 요리하고, 생존 기술을 습득하는 것을 포함한 모든 상황에서 온전하게 유지되어야 한다.:49 반에서 스카우트 대원은 협력과 리더십을 배우며 이를 위해 개인적인 이익의 일부를 포기해야 하는 것을 터득한다.:24 그러나 스카우트 운동은 집단이 아니라 참여자 개인을 다루기 때문에:21, 15 모임 내에서 자신의 정체성을 지닌 개인으로서 학습한다.:24 반은 스카우트의 연령에 따라 구성 인원을 조정할 수 있다.

#### 명예 회의
스카우트의 자치를 위한 기구이다. "반 지도자 협의회"라 부르기도 한다.

### 상징적 틀

#### 상상력
스카우트 운동은 대원이 황무지의 개척자, 탐험에 나선 모험가와 같은 사람들과 같은 입장에 있다고 "믿는 것"을 좋아한다. 스카우트 방법은 대원의 상상력을 발휘하는 활동을 장려한다.:21 이러한 방식의 장려를 위해 베이든파월은 스스로 의미가 없는 이상한 구회, 독특한 노래 등을 만들어내었으며 스카우트 단복도 이러한 상상력의 자극을 위해 만들었다.

#### 의식
스카우트의 여러 의식은 짧고 단순하고 매력적으로 디자인하지만 근본적인 상징성을 가지도록 요구된다.

### 개인의 발전

#### 자립
베이든파월은 스카우드 대원이 자립하는 법을 배우길 원했고 "자신의 카누는 스스로 노를 저어야 한다"고 말했다. 협력을 통한 활동 속에서도 가장 근본적인 것은 개인의 자립이어야 한다고 생각하였다. 스카우트 지도자는 다소 위험한 도전적인 환경에서 스카우트 대원들이 스스로 자립을 경험하도록 가르치며 이를 위해 모험을 느낄 수 있는 "어른들이나 갈 법한" 야외를 활동지로 선택하여 "성인의 작업을 소년의 크키로 줄인" 경험을 제공한다.:32, 15

#### 자치
스카우트 방법은 참여자가 스스로 규칙을 찾도록 유도하며 지도자의 개입을 최소화한다. 기본 단위인 반은 거의 독립적으로 활동하지만 그 상위 조직인 대는 반장들이 참여하는 반지도자회의와 대단위의 명예회의를 통해 자치를 경험하게 한다.:24, 32

#### 자기 학습
스카우트 교육은 지도자에 의해 선별된 활동들로 이루어지지만 각각의 활동에서 스카우트 대원은 지시가 아니라 스스로 배우고 싶은 열망에 의해 새로운 것을 배우도록 유도되어야 한다.:16, 60

#### 배지 제도

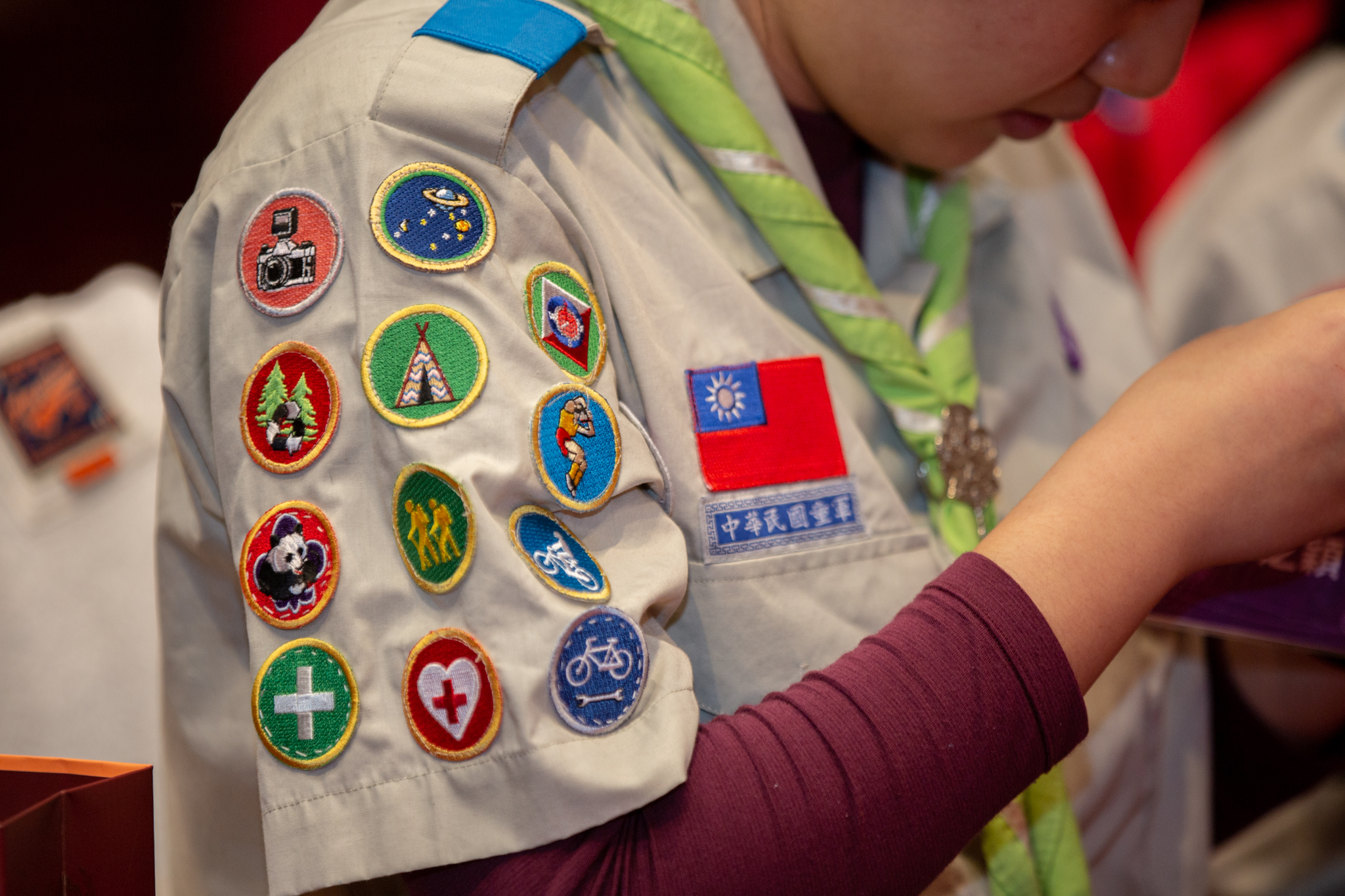
중화민국 보이스카우트 대원의 배지

개인적 발전의 장려를 위해 일정 능력 이상이 되면 수여하는 배지 제도가 있다.
- 기능장: 스카우트 활동의 필수 요소를 숙달하였을 경우 수여하는 배지
- 취미장: 다양한 취미 활동의 달성에 따라 수여하는 배지
- 연공장: 스카우트 활동 기간에 따른 배지

배지는 활동의 격려를 위해 수여 되는 것으로 최종 목표로 인식되어서는 안된다.:56–57 따라서 기본적인 활동 수준 단계에 이르면 배지를 주어 장려하며 그 뒤로 그 활동을 계속 할 것인지는 스카우트 대원이 스스로 결정해야 한다. :331

#### 경쟁이 아님
스카우트 활동은 다른 사람과 경쟁하는 것이 아니라 활동의 주제를 즐기기 위해 진행되어야 한다.:28

#### 개별 활동
스카우트 활동은 개별적이어야 한다. 참여자 각각의 능력과 상관없이 각자가 참여하는 활동에서 영감을 받을 수 있어야 하기 때문이다. 스카우트 활동의 목표는 집단의 활동 수준이 아니며 각자는 자신의 수준에 맞는 활동을 할 수 있어야 한다. 활동의 결과로 수여 되는 배지는 해당 능력의 수준이 아니라 참여자가 투여한 노력의 양을 나타낸다. 이러한 이유로 활동의 도달 기준은 의도적으로 불명확하게 기술된다.:28

### 자연

#### 배움의 장인 자연
스카우트 반은 도전이 있는 모험적인 환경에서 활동하며 어려움을 극복하고자 스스로 결정을 내리는 법을 배운다. 이러한 목적을 위해 대부분의 활동을 자연에서 진행한다.

#### 자연에 깃든 신
베이든파월은 자연의 복잡성과 아름다움을 깨달았을 때 자연에서 신을 찾을 수 있다고 믿었다.

### 성인의 지원

#### 지도자의 모범
스카우트 지도자의 모범은 스카우트 교육의 중요한 부분이다. 스카우트 대원은 실제 활동에서 보여주는 지도자의 모습을 보며 깊은 인상을 받는다. 소년들은 성인이 하는 말이 아니라 그가 보이는 행동에서 배우기 때문이다.:4, 38

#### 안내
스카우트 리더의 역할은 지시가 아니라 안내이어야 한다. 지도자는 지휘관이 아니다. 따라서 주어진 활동의 완수가 아니라 활동에 참여하는 노력의 중요성을 느낄 수 있도록 해야 하며 안전한 활동을 확보하여야 한다.

### 공동체 참여
스카우트는 대원이 속한 지역, 국가 및 국제적인 다양한 커뮤니티에 대한 이해와 봉사를 장려한다.

## 같이 보기
- 스카우트 운동
- 진보주의 (교육)